# Yucatán-Vesperratte
Die Yucatán-Vesperratte (Otonyctomys hatti) ist eine in Mittelamerika lebende Nagetierart aus der Gruppe der Neuweltmäuse.
Yucatán-Vesperratten erreichen eine Kopfrumpflänge von 10 bis 12 Zentimeter und eine Schwanzlänge von 10 bis 13 Zentimeter, das Gewicht beträgt rund 30 Gramm. Das Fell ist an der Oberseite rötlich-braun, an den Flanken hellbraun und am Bauch weiß gefärbt. Die Ohren sind spärlich mit Haaren versehen. Von der nahe verwandten Vesperratte unterscheidet sie sich durch das deutlich rötere Fell und Details im Bau des Schädels.
Diese Tiere leben auf der Halbinsel Yucatán im östlichen Mexiko, dem nördlichen Guatemala und dem nördlichen Belize.
Über ihre Lebensweise ist wenig bekannt. Sie dürften auf Bäumen leben und selten auf den Boden kommen und sind vermutlich nachtaktiv. Möglicherweise fressen sie Früchte, denn zwei Tiere wurden in Fallen gefangen, die mit Bananen als Köder versehen waren. Auch über den Gefährdungsgrad ist wenig bekannt, die IUCN listet sie als nicht gefährdet.
Abgesehen von der nahe verwandten Vesperratte ist sie in der Systematik der Neuweltmäuse weitgehend isoliert. Sie wird in die Unterfamilie der Tylomyinae eingeordnet, was aber unsicher ist.